# Bezirksliga Niederschlesien 1936/37
De Bezirksliga Niederschlesien 1936/37 was het vierde voetbalkampioenschap van de Bezirksliga Niederschlesien, het tweede niveau onder de Gauliga Schlesien en een van de drie reeksen die de tweede klasse vormden. De competitie werd in twee geografisch verdeelde reeksen gespeeld, waarvan de winnaars elkaar bekampten voor de algemene titel. VfB Liegnitz werd kampioen en speelde de eindronde ter promotie met Sportfreunde Klausberg en SV 33 Klettendorf, maar werd derde en kon dus geen promotie afdwingen. 

## Bezirksliga Niederschlesien

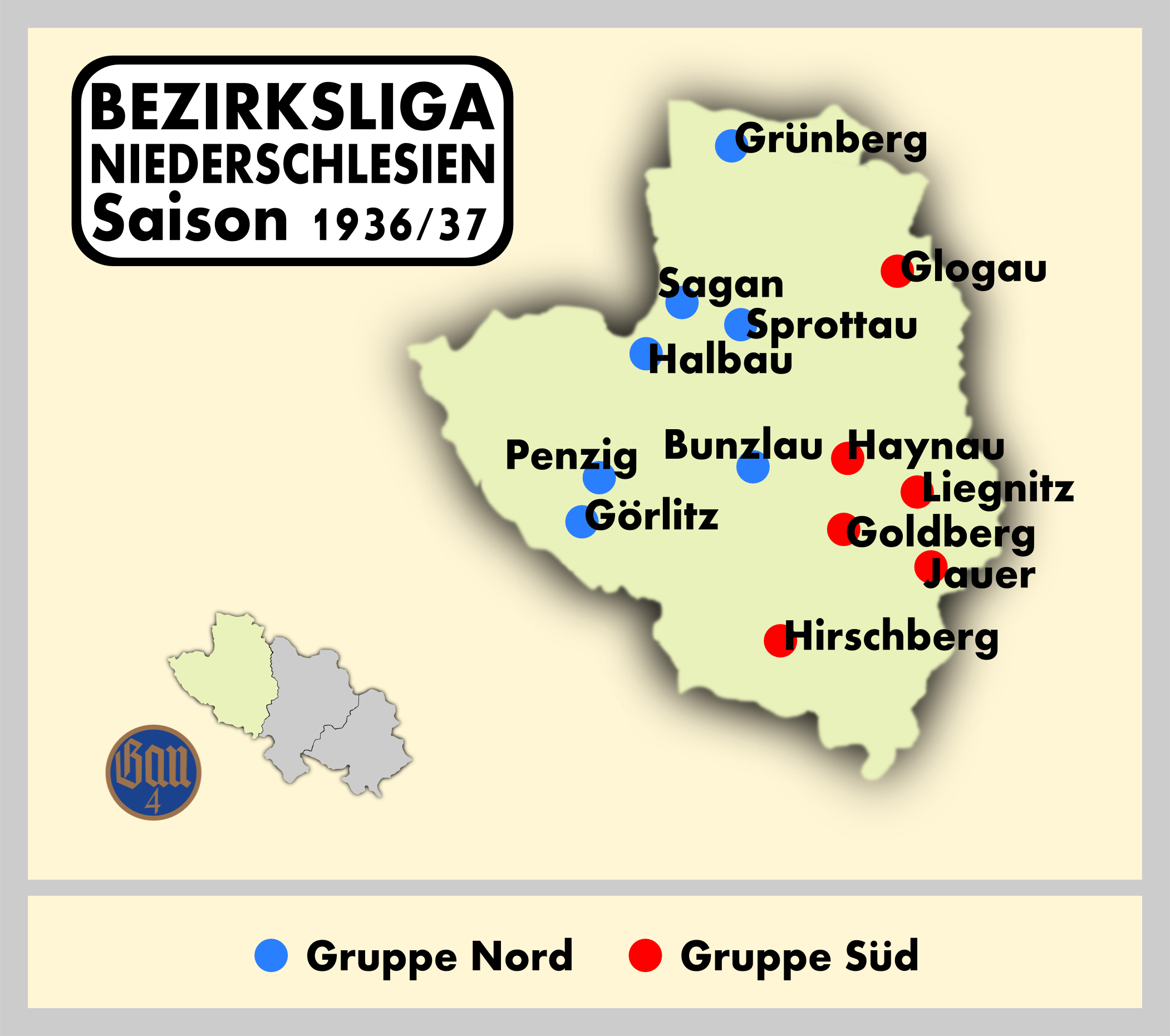
Speelsteden Bezirksliga Niederschlesien.

### Groep Zuid
| Plaats | Club                   | Wed. | W  | G | V  | Saldo | Ptn.  |
| ------ | ---------------------- | ---- | -- | - | -- | ----- | ----- |
| 1.     | VfB Liegnitz           | 14   | 9  | 2 | 3  | 44:24 | 20:08 |
| 2.     | SC Schlesien Haynau    | 14   | 10 | 0 | 4  | 40:29 | 20:08 |
| 3.     | Liegnitzer BC Blitz 03 | 14   | 9  | 1 | 4  | 41:24 | 19:09 |
| 4.     | TuSpo Liegnitz         | 14   | 7  | 3 | 4  | 31:26 | 17:11 |
| 5.     | SC Jauer               | 14   | 6  | 1 | 7  | 24:37 | 13:15 |
| 6.     | FC Preußen Goldberg    | 14   | 5  | 1 | 8  | 26:31 | 11:17 |
| 7.     | SC Preußen 1911 Glogau | 14   | 4  | 0 | 10 | 31:35 | 08:20 |
| 8.     | STC Hirschberg         | 14   | 2  | 0 | 12 | 16:47 | 04:24 |

|  | Geplaatst voor finale |
|  | Degradatie            |

### Groep Noord
| Plaats | Club                               | Wed.              | W                 | G                 | V                 | Saldo             | Ptn.              |
| ------ | ---------------------------------- | ----------------- | ----------------- | ----------------- | ----------------- | ----------------- | ----------------- |
| 1.     | MSV Cherusker Görlitz              | 14                | 9                 | 4                 | 1                 | 27:10             | 22:06             |
| 2.     | SSVgg Bunzlau (1)                  | 14                | 9                 | 2                 | 3                 | 39:18             | 20:08             |
| 3.     | STC Görlitz                        | 14                | 8                 | 2                 | 4                 | 33:25             | 18:10             |
| 4.     | ATV Penzig                         | 14                | 6                 | 5                 | 3                 | 29:21             | 17:11             |
| 5.     | Saganer SV                         | 14                | 7                 | 2                 | 5                 | 24:20             | 16:12             |
| 6.     | Vereinigte Grünberger Sportfreunde | 14                | 2                 | 3                 | 9                 | 17:30             | 07:21             |
| 7.     | Gelb-Weiß Görlitz                  | 14                | 3                 | 1                 | 10                | 16:39             | 07:21             |
| 8.     | SC Halbau                          | 14                | 2                 | 1                 | 11                | 16:38             | 05:23             |
| 9.     | SV 1920 Sprottau                   | Gediskwalificeerd | Gediskwalificeerd | Gediskwalificeerd | Gediskwalificeerd | Gediskwalificeerd | Gediskwalificeerd |

(1): SSVgg Bunzlau was een fusie tussen SpVgg Bunzlau en Bunzlauer SV 1911. 
|  | Geplaatst voor finale |
|  | Degradatie            |

### Finale
Heen
|               |                       |       |              |         |
| 25 april 1937 | MSV Cherusker Görlitz | 0 - 2 | VfB Liegnitz | Görlitz |
| 25 april 1937 |                       |       |              | Görlitz |

Terug
|            |              |       |                       |          |
| 9 mei 1937 | VfB Liegnitz | 2 - 1 | MSV Cherusker Görlitz | Liegnitz |
| 9 mei 1937 |              |       |                       | Liegnitz |

## Promotie-eindronde Kreisklasse

### Groep Zuid
| Plaats | Club                     | Wed. | W | G | V | Saldo | Ptn.  |
| ------ | ------------------------ | ---- | - | - | - | ----- | ----- |
| 1.     | SVgg Lüben               | 4    | 3 | 0 | 1 | 20:09 | 06:02 |
| 2.     | SV Roßwitz               | 4    | 2 | 0 | 2 | 11:18 | 04:04 |
| 3.     | SV Preußen Bad Warmbrunn | 4    | 1 | 0 | 3 | 09:13 | 02:06 |

|  | Promotie naar Bezirksliga Niederschlesien 1937/38 |

### Groep Noord
| Plaats | Club                   | Wed. | W | G | V | Saldo | Ptn.  |
| ------ | ---------------------- | ---- | - | - | - | ----- | ----- |
| 1.     | RTSV Schlesien Görlitz | 4    | 3 | 0 | 1 | 17:04 | 06:02 |
| 2.     | SV 1921 Mallmitz       | 4    | 3 | 0 | 1 | 16:11 | 06:02 |
| 3.     | SC Kusser              | 4    | 0 | 0 | 4 | 07:25 | 00:08 |

|  | Promotie naar Bezirksliga Niederschlesien 1937/38 |